# Петер, Густав
Густав Петер (1833 — 1919) — австрийский композитор развлекательной музыки. В немецкоязычном мире известен преимущественно как автор популярного музыкального произведения для орекстра с главной темой для ксилофона Souvenir de Cirque Renz (нем. «Воспоминания о цирке Ренца», также: «Галоп Цирк Ренц»).

## Биография
О жизни Густава Петера известно немного. Его год рождения часто указывается как 1833, а происхождение — как венгр или австриец. Его часто путают с композиторами Карлом Петером и Георгом Петером.

## Галоп «Воспоминание о цирке Ренца»

Начало соло ксилофона в Souvenir de Cirque Renz

Густав Петр является автором произведения Souvenir de Cirque Renz. Во многих изданиях это произведение датируется 1904 годом, однако Петер упоминается как его композитор ещё в ноябре 1894 года в Musikalisch-literarischen Monatsberichten Фридриха Хофмайстера с нотами для ксилофона и оркестра издателя Отто Зеле. Souvenir de Cirque Renz с начала 20-го века исполнялся множество раз и известен во многих записях; он был аранжирован для других сольных инструментов (чаще всего для маримбы) и под различные аккомпанементы и так получил всемирную известность.
Произведение возникло в то время, когда быстрые танцы, такие как галоп, были популярны в развлекательной музыке. Отчасти благодаря этому произведению ксилофон был заново открыт как инструмент, а «цирк Ренца» был очень популярен в Берлине. Ряд современников Густава Петера сочинили похожие произведения, которые сегодня, однако, по большей части забыты.

## Сочинения
- Souvenir de Cirque Renz. Galopp für Xylophon mit Orchester. Leipzig, Verlag Otto Seele.
- Valse-Caprice für Xylophon mit Orchester. Leipzig, Verlag Otto Seele.
- In wilder Jagd. Konzert-Galopp. Leipzig, Verlag Otto Seele.
- Der Karneval von Venedig. Brillante Fantasie mit Bravour-Variationen. Leipzig, Verlag Otto Seele.
- Kosakenpost. Bravour-Galopp für Xylophon (oder Tubus-Campanaphon) mit Orchester. Leipzig, Verlag Otto Seele.